# Arrêt Rubin de Servens
L'arrêt Rubin de Servens est un des grands arrêts de la jurisprudence administrative rendu par le Conseil d'État le 2 mars 1962. Il a permis à la juridiction administrative de préciser sa définition des actes de gouvernement.

## Jurisprudence
Dans l'arrêt Rubin de Servens, le Conseil d'État est appelé à se prononcer sur la nature de l'acte par lequel le président de la République active l'article 16 de la Constitution de la Cinquième République. Le Conseil considère que la décision par laquelle le président recourt à cet article "présente le caractère d'un acte de gouvernement dont il n'appartient au Conseil d'Etat ni d'apprécier la légalité, ni de contrôler la durée d'application" De plus, le Conseil considère qu'une décision qui "porte sur des matières législatives et qui a été prise par le Président de la République pendant la période d'application [de ces] pouvoirs exceptionnels, présente le caractère d'un acte législatif dont il n'appartient pas au juge administratif de connaître" 
Le Conseil admet par le même arrêt qu'en cas d'activation de l'article 16, les pouvoirs extraordinaires du président de la République lui permettent de décider de règlements comme de lois.
La jurisprudence du Conseil est telle qu'il s'interdit de contrôler la décision la plus grave qu'un président puisse prendre dans l’État de droit.